# Curtomerus glabrus
Curtomerus glabrus là một loài bọ cánh cứng trong họ Cerambycidae.